# Michael Bapst
Michael Bapst (auch: Baptist von Rochlitz) (* 24. August 1540 in Rochlitz; † 19. April 1603 in Mohorn) war ein evangelisch-lutherischer Pfarrer und medizinischer Volksschriftsteller aus der Familie Pabst von Ohain.

## Leben
Die Familie Pabst von Ohain stammte aus den spanischen Niederlanden und besaß im 14. Jahrhundert das Schloss Ohain bei Brüssel. Nach dem Mord am Urgroßvater des Michael Bapst flohen dessen Söhne nach Sachsen. Bapsts Vater ließ sich in Rochlitz nieder und wurde dort in den Rat gewählt. Bapst wuchs mit seinen vier Geschwistern in einem sehr gebildeten Elternhaus auf. Ein kurfürstliches Stipendium ermöglichte ihm den Besuch der Landesschule Pforta. Ab 1564 studierte er an der Universität Leipzig Theologie. Bis zur Übernahme einer Pfarrstelle in Mohorn 1571 war er in Rochlitz als Lehrer tätig.
1569 erreichte er den Grad eines Baccalaureus und 1571 wurde er Pfarrer zu Mohorn in Sachsen. Im gleichen Jahr heiratete er Marie Steinmüller; sie hatten elf Söhne und eine Tochter. Seit 1578 betrieben sie in Mohorn eine erfolgreiche Erziehungsanstalt, wohin auch die von Schönberg ihre Söhne brachten. Als Autodidakt befasste sich Bapst mit medizinischen Themen. 1596 erschien der erste Band seines Leib- und Wundarzneibuchs.
In der Neuen Deutschen Biographie (NDB) wird zu seinen populärmedizinischen Schriften kritisch angemerkt: „Als Nichtmediziner unterliefen ihm dabei viele grobe Fehler, überdies ist er in der Auswahl seiner Quellen kritiklos. Er selbst dürfte kaum als Heilbehandler tätig gewesen sein. (…) seine Bücher sind eher kulturhistorisch bedeutsam, als daß sie irgendeinen medizinisch-wissenschaftlichen Wert hätten.“
Michael Bapsts Urenkel war der Wardein und Bergrat Gottfried Pabst von Ohain.

## Werke (Auswahl)
- Gifftjagendes Kunst- und Haussbuch, darinnen zu befinden, wie man allerley gifftige schedliche Würme vertreiben, auch mancherley wilde Thiere, Fische … Künstlich fangen unnd totden sol: Beyneben bewehrten, der Gifft und Zeuberey wiederstrebenden Ertzneyen … Leipzig 1591
- Der sieben Planeten Lauf und Wirkung auf das menschliche Leben. 1594
- Wunderbarliches Leib und Wund Artzneybuch. 3 Bände Eißleben: Grosse, 1596–1597
  1. Darinnen, neben vielen Denckwürdigen, Nützlichen und Heilsamen dingen, Geschichten, Kunststücken, vnnd Experimenten, Vornemlich von dem Schweren Gebrechen, oder Hinfallenden Kranckheit vnd derselben Cura, außfürlicher Bericht zu befinden.
  2. Darinnen neben vielen Heilsamen experimenten vnd Künstlichen Stücken, auch vornemlichen zubefinden, wozu das Blut der Menschen, Vogel, Fische, Thiere, vnd gewürme, dienstlichen, etc.
  3. Dritter Theil, in welchen, neben vielen Denckwürdigen, Nützlichen, vnd Heilsamen dingen Künststücken, vnd experimenten, vornemlich von den Blutstillenden kreutern, andern hierzu gehörenden dingen ghandelt wird …
- Pimelotheca, oder Artzney Buch: Darinnen von der wunderbarlichen heilsamen krafft und nutzbarkeit des Schmers, Marck, Untzlit, Speck, Fette oder Feistigkeit des Menschen, Vogel, Fisch, Thier, Gewürme, sampt etlichen andern nützlichen experimenten und Kunststücken tractiret und gehandelt wird … Eisleben 1599
- Iuniperetum, oder Wacholder Garten, darinnen zu befinden: wie man aus diesem edlen Bewechse, Wasser, Extracten, Oehl und Salien, durch die Spargierische und Chymistische Kunst bereiten und zurichten soll… Jetzo aber nach des Autoris seligen Tod ubersehen unnd in Druck verfertiget, durch Ioachimum Tanckium. H. Grossen, Eisleben 1605